# Tachystola acroxantha
Espèce
Tachystola acroxantha est une espèce d'insectes lépidoptères de la famille des Oecophoridae.
Originaire d'Australie, il a envahi l'Europe où il a été amené accidentellement dans des végétaux.
Il a une envergure de 13 à 15 mm.